# 카인호아 FC
사나 카인호아 BVN FC(Câu lạc bộ Bóng đá Sanna Khánh Hòa Biển Việt Nam)는 카인호아성을 연고로 하는 베트남의 축구단이다. 현재 V리그 2에 참가하고 있다.

## 우승
- 베트남 내셔널리그 2부 리그: 2013

## 선수 명단

### 현역
- 알리 세사이(2023 ~ )